# Valverde (Szicília)
Valverde település Olaszországban, Szicília régióban, Catania megyében. Lakosainak száma 7824 fő (2023. január 1.). Valverde Aci Bonaccorsi, Aci Sant’Antonio, San Giovanni la Punta, Aci Castello, Aci Catena és San Gregorio di Catania községekkel határos.

## Népesség
A település lakossága az elmúlt években az alábbi módon változott:

| 2018 | 7 851 |
| 2023 | 7 824 |